# Buala
Buala es una población de las Islas Salomón, en el sur del océano Pacífico, situada en la Isla de Santa Isabel, la mayor del país. Es a su vez la capital de la provincia de Isabel.
- Datos: Q574769